# Книн
Книн (хорв. Knin, лат. Tinin) — місто на півдні Хорватії, у північній Далмації, друге за величиною в Шибеницько-Книнській жупанії, розташоване біля витоків річки Крка, за 56 км від моря. Історична столиця Хорватського королівства за короля Дмитара Звонимира. За турецького панування належав до османської Боснії. Під час Хорватської війни, з 1991 по 1995 рр., населений тоді переважно сербами Книн перебував під сербським контролем і виконував функцію столиці самопроголошеної Республіки Сербська Країна. Найважливіший залізничний вузол Далмації, через який проходить сполучення Задара, Спліта і Шибеника зі столицею країни Загребом.

## Населення
Населення громади за даними перепису 2011 року становило 15 407 осіб, 2 з яких назвали рідною українську мову. Населення самого міста становило 10 633 осіб.
Динаміка чисельності населення громади:
Динаміка чисельності населення міста:

## Населені пункти
Крім міста Книн, до громади також входять:
- Голубич
- Книнсько Полє
- Ковачич
- Любач
- Очестово
- Плавно
- Полача
- Потконє
- Радлєваць
- Стрмиця
- Врполє
- Жагрович

## Клімат
Середня річна температура становить 13,02 °C, середня максимальна – 28,04 °C, а середня мінімальна – -2,26 °C. Середня річна кількість опадів – 924 мм.
| Клімат міста                                  | Клімат міста | Клімат міста | Клімат міста | Клімат міста | Клімат міста | Клімат міста | Клімат міста | Клімат міста | Клімат міста | Клімат міста | Клімат міста | Клімат міста | Клімат міста |
| Показник                                      | Січ.         | Лют.         | Бер.         | Квіт.        | Трав.        | Черв.        | Лип.         | Серп.        | Вер.         | Жовт.        | Лист.        | Груд.        |              |
| Середній максимум, °C                         | 9,94         | 10,89        | 13,96        | 17,67        | 22,34        | 26,09        | 28,04        | 27,82        | 23,13        | 18,28        | 12,94        | 9,72         |              |
| Середня температура, °C                       | 3,84         | 4,80         | 7,86         | 11,56        | 16,25        | 19,99        | 23,39        | 23,16        | 18,47        | 13,63        | 8,27         | 5,07         |              |
| Середній мінімум, °C                          | −2,26        | −1,28        | 1,76         | 5,45         | 10,16        | 13,89        | 18,72        | 18,49        | 13,80        | 8,96         | 3,62         | 0,42         |              |
| Норма опадів, мм                              | 74           | 68           | 74           | 81           | 68           | 67           | 47           | 58           | 86           | 96           | 112          | 93           |              |
| Середньомісячна швидкість вітру, м/с          | 1.52         | 1.75         | 2.03         | 2.03         | 1.83         | 1.62         | 1.64         | 1.46         | 1.48         | 1.50         | 1.72         | 1.70         |              |
| Середньомісячна сонячна радіація, кДж/м²·день | 5222         | 7933         | 11553        | 16132        | 20111        | 22537        | 24130        | 21133        | 15754        | 10166        | 5605         | 4423         |              |
| --------------------------------------------- | ------------ | ------------ | ------------ | ------------ | ------------ | ------------ | ------------ | ------------ | ------------ | ------------ | ------------ | ------------ | ------------ |
| Джерело:                                      |              |              |              |              |              |              |              |              |              |              |              |              |              |